# سلطان محمود شروان شاه
سلطان محمود بن غازی بیگ شروان شاه یکی از حاکمان حکومت شروان‌شاهان و پسر غازی بیگ بود که پدر خود را به قتل رساند.

## در زمان حکومتفرخ یسارو بهرام بیگ
او در زمان حکومت فرخ یسار (پدر بزرگ خود) به عنوان حاکم محمودآباد انتخاب شد. او در زمان حکومت عمویش (بهرام بیگ ) نیز در این سمت باقی ماند. گرچه او در زمان حکومت پدرش نقش مؤثری در تصرف شهر ری داشت و مدت کوتاهی حاکم ری بود.

## به حکومت رسیدن
هنگامی که ری دوباره به دست صفویان افتاد غازی بیگ و سلطان محمود به سمت باکو عقب نشینی کردند. سلطان محمود که شکست پدر خود را خفت بار و مایه ننگ شروان شاهان می دانست پدر خود (غازی بیگ) را شبانه به قتل رساند و خود را حاکم معرفی کرد اما حکومت او یک سال بیشتر دوام نیاورد و مردم شروان که او را لایق حکومت نمی‌دانستند علیه او قیام کردنند. سلطان محمود از قیام مردم ترسید و به صفویان پناه برد و مردم شروان عموی سلطان محمود یعنی شیخ ابراهیم دوم را به حکومت رساندند.

## مرگ
سلطان محمود که به دربار صفویان (دشمن اصلی شروان شاهان) پناه برد مایه سر افکندگی شروان شاهان شد . سپس سلطان محمود به قلعه گلستان (بهارستان) رفت. اما شاه اسماعیل یکم به منظور احقاق حق و اجرا شدن عدالت در سال ۱۵۰۵ میلادی قلعه گلستان را محاصره نمود تا سلطان محمود را دستگیر کند. سپس او را به دادگاهی در کشور خودش بفرستد تا مورد محاکمه قرار بگیرد. سه ماه از محاصره قلعه گلستان می گذشت تا این که در یک شب غلام سلطان محمود او را به قتل رساند و سر سلطان محمود را برای عمویش ( شیخ ابراهیم دوم ) فرستاد.